# IHF Cup 1982-1983 (pallamano maschile)
La IHF Cup 1982-1983 è stata la 2ª edizione del terzo torneo europeo di pallamano maschile per ordine di importanza dopo la Coppa dei Campioni e la Coppa delle Coppe. È stata organizzata dall'International Handball Federation, la federazione internazionale di pallamano. La competizione è iniziata nell'ottobre 1982 e si è conclusa il 1º maggio 1983.
Il torneo è stato vinto dalla compagine sovietica del ZTR Zaporižžja per la 1ª volta nella sua storia.

## Risultati

### Primo turno
| Squadra 1                | Squadra 2           | Andata                     | Ritorno                    | Totale        |
| ------------------------ | ------------------- | -------------------------- | -------------------------- | ------------- |
| ZTR Zaporižžja           | FH Hafnafjordur     | Zaporižžja                 | Hafnarfjörður              | 59 - 44       |
| ZTR Zaporižžja           | FH Hafnafjordur     | 29 - 19                    | 30 - 25                    | 59 - 44       |
| Blaw Wit Beek            | Sporting Clube      | Beek                       | Lisbona                    | n.d.          |
| Blaw Wit Beek            | Sporting Clube      | n.d.                       | n.d.                       | n.d.          |
| BM Granollers            | Maccabi Tel Aviv    | Granollers, 5 ottobre 1982 | Granollers, 7 ottobre 1982 | 38 - 52       |
| BM Granollers            | Maccabi Tel Aviv    | 35 - 24                    | 31 - 18                    | 38 - 52       |
| Philippos Verias         | HC Minaur Baia Mare | Veria, 9 ottobre 1982      | Baia Mare, 16 ottobre 1982 | 27 - 103      |
| Philippos Verias         | HC Minaur Baia Mare | 12 - 52                    | 15 - 51                    | 27 - 103      |
| Stella Sports Saint-Maur | HC Initia Hasselt   | Saint-Maur-des-Fossés      | Hasselt                    | 43 - 43 (gfc) |
| Stella Sports Saint-Maur | HC Initia Hasselt   | 25 - 22                    | 18 - 21                    | 43 - 43 (gfc) |
| SC Eggenburg             | HB Dudelange        | Eggenburg                  | Dudelange                  | 54 - 41       |
| SC Eggenburg             | HB Dudelange        | 31 - 20                    | 23 - 21                    | 54 - 41       |

### Ottavi di finale
| Squadra 1         | Squadra 2             | Andata                      | Ritorno                         | Totale  |
| ----------------- | --------------------- | --------------------------- | ------------------------------- | ------- |
| ZTR Zaporižžja    | Blaw Wit Beek         | Zaporižžja                  | Beek                            | 50 - 29 |
| ZTR Zaporižžja    | Blaw Wit Beek         | 26 - 8                      | 24 - 21                         | 50 - 29 |
| ATV Basilea       | Tatabánya Carbonex KC | Basilea                     | Tatabánya, 11 dicembre 1982     | 52 - 59 |
| ATV Basilea       | Tatabánya Carbonex KC | 22 - 27                     | 30 - 32                         | 52 - 59 |
| BM Granollers     | Füchse Berlino        | Granollers, 5 dicembre 1982 | Berlino Ovest, 11 dicembre 1982 | 38 - 52 |
| BM Granollers     | Füchse Berlino        | 20 - 23                     | 18 - 29                         | 38 - 52 |
| HC Empor Rostock  | HC Minaur Baia Mare   | Rostock                     | Baia Mare, 11 dicembre 1982     | 49 - 41 |
| HC Empor Rostock  | HC Minaur Baia Mare   | 25 - 18                     | 24 - 23                         | 49 - 41 |
| HC Initia Hasselt | Cassano Magnago HC    | Hasselt                     | Cassano Magnago                 | 43 - 37 |
| HC Initia Hasselt | Cassano Magnago HC    | 23 - 17                     | 20 - 20                         | 43 - 37 |
| Dinamo Pancevo    | BK-46 Karis           | Pančevo                     | Karis                           | n.d.    |
| Dinamo Pancevo    | BK-46 Karis           | n.d.                        | n.d.                            | n.d.    |
| VSZ Košice        | Helsingor IF          | Košice                      | Helsingør, 11 dicembre 1982     | 47 - 49 |
| VSZ Košice        | Helsingor IF          | 29 - 24                     | 18 - 25                         | 47 - 49 |
| SC Eggenburg      | IFK Karlskrona        | Eggenburg                   | Karlskrona, 11 dicembre 1982    | 50 - 59 |
| SC Eggenburg      | IFK Karlskrona        | 23 - 32                     | 27 - 27                         | 50 - 59 |

### Quarti di finale
| Squadra 1        | Squadra 2             | Andata     | Ritorno       | Totale        |
| ---------------- | --------------------- | ---------- | ------------- | ------------- |
| ZTR Zaporižžja   | Tatabánya Carbonex KC | Zaporižžja | Tatabánya     | 55 - 44       |
| ZTR Zaporižžja   | Tatabánya Carbonex KC | 29 - 18    | 26 - 26       | 55 - 44       |
| HC Empor Rostock | Füchse Berlino        | Rostock    | Berlino Ovest | 30 - 30 (gfc) |
| HC Empor Rostock | Füchse Berlino        | 16 - 18    | 14 - 12       | 30 - 30 (gfc) |
| BK-46 Karis      | HC Initia Hasselt     | Karis      | Hasselt       | 52 - 47       |
| BK-46 Karis      | HC Initia Hasselt     | 26 - 23    | 26 - 24       | 52 - 47       |
| IFK Karlskrona   | Helsingor IF          | Karlskrona | Helsingør     | 47 - 46       |
| IFK Karlskrona   | Helsingor IF          | 23 - 20    | 24 - 26       | 47 - 46       |

### Semifinali
| Squadra 1      | Squadra 2      | Andata        | Ritorno    | Totale  |
| -------------- | -------------- | ------------- | ---------- | ------- |
| Füchse Berlino | ZTR Zaporižžja | Berlino Ovest | Zaporižžja | 30 - 36 |
| Füchse Berlino | ZTR Zaporižžja | 15 - 19       | 15 - 17    | 30 - 36 |
| IFK Karlskrona | BK-46 Karis    | Karlskrona    | Karis      | 63 - 50 |
| IFK Karlskrona | BK-46 Karis    | 35 - 19       | 28 - 31    | 63 - 50 |

### Finale
| Squadra 1      | Squadra 2      | Andata                     | Ritorno                    | Totale  |
| -------------- | -------------- | -------------------------- | -------------------------- | ------- |
| IFK Karlskrona | ZTR Zaporižžja | Karlskrona, 24 aprile 1983 | Zaporižžja, 1º maggio 1983 | 36 - 45 |
| IFK Karlskrona | ZTR Zaporižžja | 20 - 22                    | 16 - 23                    | 36 - 45 |

## Campioni
| Vincitore della IHF Cup 1982-1983 |
| --------------------------------- |
| ZTR Zaporižžja 1º titolo          |